# Llista de refugis del País Valencià
Els refugis del País Valencià són distints tipus d'instal·lacions destinades a proveir allotjament als excursionistes, situats en llocs estratègics per a la pràctica de l'excursionisme i amb una distribució irregular pel territori. Hi han refugis guardats i lliures, i són de titularitat de la Generalitat Valenciana, dels ajuntaments o privats.
Aquests poden ser refugis, cabanes, etc. i són els següents:
| Refugi                            | Foto | Altura   | Població                | Comarca          | Coorden.                                                     |
| --------------------------------- | ---- | -------- | ----------------------- | ---------------- | ------------------------------------------------------------ |
| Casa forestal la Tenalla          |      | 612 m.   | La Pobla de Benifassà   | Baix Maestrat    | 40° 42′ 33.55″ N, 0° 12′ 17.03″ E / 40.7093194°N,0.2047306°E |
| Caseta de Castelló                |      | 800 m.   | Beneixama               | Alt Vinalopó     | 38° 45′ 10.87″ N, 0° 44′ 23.32″ O / 38.7530194°N,0.7398111°O |
| Caseta Collado Buey               |      | 1.715 m. | La Pobla de Sant Miquel | Racó d'Ademús    | 40° 4′ 16.64″ N, 1° 5′ 7.55″ O / 40.0712889°N,1.0854306°O    |
| Refugi Agua Tomás                 |      | 615 m.   | Aras de los Olmos       | Serrans          | 39° 54′ 29.23″ N, 1° 11′ 18.24″ O / 39.9081194°N,1.1884000°O |
| Refugi Andariel                   |      | 620 m.   | Toixa                   | Serrans          | 39° 47′ 53.74″ N, 1° 2′ 12.98″ O / 39.7982611°N,1.0369389°O  |
| Refugi La Arbalada                |      |          | La Pobla de Sant Miquel | Racó d'Ademús    |                                                              |
| Refugi Barranco de Canales        |      |          | Toixa                   | Serrans          |                                                              |
| Refugi Barranco de Salinas        |      |          |                         |                  |                                                              |
| Refugi El Cabuchuelo              |      | 970 m.   | Aras de los Olmos       | Serrans          | 39° 54′ 36.24″ N, 1° 9′ 46.46″ O / 39.9100667°N,1.1629056°O  |
| Refugi Canyada del Conill         |      | 100 m.   | Torrent                 | Horta Sud        | 39° 24′ 52.02″ N, 0° 29′ 1.97″ O / 39.4144500°N,0.4838806°O  |
| Refugi Collado de la Perdiz       |      | 731 m.   | Toixa                   | Serrans          | 39° 47′ 27.6″ N, 1° 7′ 28.92″ O / 39.791000°N,1.1247000°O    |
| Refugi Coto de Pinoso             |      | 730 m.   | El Pinós                | Vinalopó Mitjà   | 38° 21′ 44.82″ N, 0° 58′ 4.94″ O / 38.3624500°N,0.9680389°O  |
| Refugi Cova Negra                 |      | 840 m.   | Biar                    | Alt Vinalopó     | 38° 38′ 59.64″ N, 0° 43′ 59.16″ O / 38.6499000°N,0.7331000°O |
| Refugi Cueva de los Maquis        |      | 893 m.   | Aras de los Olmos       | Serrans          | 39° 54′ 0.72″ N, 1° 10′ 10.36″ O / 39.9002000°N,1.1695444°O  |
| Refugi Els Esbarzerets            |      | 1.164 m. | Ibi                     | Alcoià           | 38° 36′ 38.99″ N, 0° 30′ 29.59″ O / 38.6108306°N,0.5082194°O |
| Refugi La Figuereta               |      |          | Vall d'Ebo              | Manina alta      |                                                              |
| Refugi Les Foietes                |      |          | Cocentaina              | Comtat           | 38° 44′ 4.42″ N, 0° 27′ 53.99″ O / 38.7345611°N,0.4649972°O  |
| Refugi Font de l'Arc              |      |          | Benimantell             | Marina Baixa     |                                                              |
| Refugi Font dels Olbits           |      |          | L'Orxa                  | Comtat           |                                                              |
| Refugi Font de Serquera           |      |          | L'Orxa                  | Comtat           | 38° 51′ 57.89″ N, 0° 16′ 57.22″ O / 38.8660806°N,0.2825611°O |
| Refugi Font dels Teixos           |      |          | Guadalest               | Marina Baixa     |                                                              |
| Refugi Font de Vivens             |      | 870 m.   | Xixona                  | Alacantí         | 38° 35′ 13.42″ N, 0° 33′ 6.44″ O / 38.5870611°N,0.5517889°O  |
| Refugi Fuente Cabera              |      |          | Toixa                   | Serrans          |                                                              |
| Refugio de la Fuente de la Puerca |      |          | Xera                    | Serrans          |                                                              |
| Refugi José Manuel Vera Catral    |      | 680 m.   | Finestrat               | Marina Baixa     | 38° 35′ 50.21″ N, 0° 12′ 36.22″ O / 38.5972806°N,0.2100611°O |
| Refugi forestal Lobo Alto         |      |          | Aiora                   | Vall de Cofrents | 39° 6′ 59.76″ N, 1° 14′ 1.69″ O / 39.1166000°N,1.2338028°O   |
| Refugi forestal Lobo Bajo         |      |          | Aiora                   | Vall de Cofrents | 39° 6′ 59.76″ N, 1° 14′ 1.69″ O / 39.1166000°N,1.2338028°O   |
| Refugi Lomas de Jara              |      |          | Biar                    | Alt Vinalopó     | 38° 28′ 23.47″ N, 0° 44′ 48.07″ O / 38.4731861°N,0.7466861°O |
| Refugi de Los Mangranos           |      |          | Aras de los Olmos       | Serrans          |                                                              |
| Refugi del Madroño                |      |          | Aras de los Olmos       | Serrans          |                                                              |
| Refugi Forestal Mas de Falcó      |      | 1.038 m. | Castellfort             | Ports            | 40° 31′ 40.6″ N, 0° 12′ 47.8″ O / 40.527944°N,0.213278°O     |
| Refugi Mas de la Costa            |      |          | Llucena                 | Alcalatén        |                                                              |
| Caseta del Molinero               |      |          | La Pobla de Sant Miquel | Racó d'Ademús    |                                                              |
| Refugio del Pantano de Buseo      |      |          | Xera                    | Serrans          |                                                              |
| Refugi Pla de les Llomes          |      |          | Serra                   | Camp de Túria    | 39° 41′ 57.41″ N, 0° 24′ 44.94″ O / 39.6992806°N,0.4124833°O |
| Caseta de la Perdiz               |      | 790 m.   | Sot de Xera             | Serrans          | 39° 34′ 33.89″ N, 0° 54′ 3.49″ O / 39.5760806°N,0.9009694°O  |
| Casa del Pico                     |      | 720 m.   | Xalans                  | Vall de Cofrents | 39° 10′ 40.94″ N, 1° 6′ 37.44″ O / 39.1780389°N,1.1104000°O  |
| Refugi El Plano                   |      |          | Xera                    | Serrans          |                                                              |
| Refugi de Rabosa                  |      | 724 m.   | Petrer                  | Vinalopó Mitjà   | 38° 29′ 53.91″ N, 0° 42′ 3.81″ O / 38.4983083°N,0.7010583°O  |
| Refugi La Romerosa                |      |          | Aras de los Olmos       | Serrans          |                                                              |
| Refugi municipal La Talaeta       |      |          | Beneixama               | Alt Vinalopó     |                                                              |
|                                   |      |          |                         |                  |                                                              |
| Refugi Casa Forestal (Pereroles)  |      |          | Morella                 | Port             | 40° 41′ 41.11″ N, 0° 3′ 51.87″ O / 40.6947528°N,0.0644083°O  |
| Refugi Pereroles                  |      |          | Morella                 | Port             | 40° 41′ 38″ N, 0° 3′ 56.34″ O / 40.69389°N,0.0656500°O       |
| Refugi la Serra (Pereroles)       |      |          | Morella                 | Port             | 40° 41′ 39.33″ N, 0° 3′ 51.55″ O / 40.6942583°N,0.0643194°O  |
| Planises                          |      |          |                         |                  |                                                              |
| Puente Alta                       |      |          |                         |                  |                                                              |
| Rincón Bello                      |      |          |                         |                  |                                                              |
| Refugi de Rita                    |      |          | Beneixama               | Alt Vinalopó     |                                                              |
| Sant Gaietà CF                    |      |          |                         |                  |                                                              |
| Sant Gaietà RF                    |      |          |                         |                  |                                                              |
| Sant Joan de Penyagolosa CF       |      |          |                         |                  |                                                              |
| Santa Bárbara                     |      |          |                         |                  |                                                              |
| Tabla de la Villa                 |      |          |                         |                  |                                                              |
| Tosquilla 1                       |      |          |                         |                  |                                                              |
| Tosquilla 2                       |      |          |                         |                  |                                                              |
| Vallivana                         |      |          |                         |                  |                                                              |
| Vela II RF                        |      |          |                         |                  |                                                              |
| Xorret de Catí                    |      |          |                         |                  |                                                              |
| Xorret de Catí I                  |      |          |                         |                  |                                                              |
| Xorret de Catí II                 |      |          |                         |                  |                                                              |
| Xorret de Catí III                |      |          |                         |                  |                                                              |
| Xorret de Catí IV                 |      |          |                         |                  |                                                              |
| Zagra I                           |      |          |                         |                  |                                                              |
| Zagra II                          |      |          |                         |                  |                                                              |
| Zagra III                         |      |          |                         |                  |                                                              |
| Zagra IV CF                       |      |          |                         |                  |                                                              |
| Zamorano                          |      |          |                         |                  |                                                              |